# Drive for the Cure 250
Das Drive for the Cure 250 ist ein Autorennen über 250 Meilen in der NASCAR Nationwide Series und wird auf dem Charlotte Motor Speedway in Concord, North Carolina, unweit von Charlotte ausgetragen. Es ist das zweite Saisonrennen der Serie auf dem Speedway und findet im Oktober statt. Das andere ist das Carquest Auto Parts 300. Das Dollar General 300 befindet sich seit Beginn der Nationwide Series im Rennkalender und wurde nur einmal im Jahre 1985 über eine Renndistanz von 400 Meilen ausgetragen.
Seit 2012 trägt das Rennen den neuen Titel "Drive for the Cure 300 presented by Blue Cross and Blue Shield of North Carolina".

## Sieger
- 2011: Carl Edwards
- 2010: Brad Keselowski
- 2009: Kyle Busch
- 2008: Kyle Busch
- 2007: Jeff Burton
- 2006: Dave Blaney
- 2005: Ryan Newman
- 2004: Mike Bliss
- 2003: Greg Biffle
- 2002: Jeff Burton
- 2001: Greg Biffle
- 2000: Matt Kenseth
- 1999: Michael Waltrip
- 1998: Mike McLaughlin
- 1997: Jimmy Spencer
- 1996: Mark Martin
- 1995: Mark Martin
- 1994: Terry Labonte
- 1993: Mark Martin
- 1992: Jeff Gordon
- 1991: Harry Gant
- 1990: Sterling Marlin
- 1989: Rob Moroso
- 1988: Rob Moroso
- 1987: Harry Gant
- 1986: Dale Earnhardt
- 1985: Terry Labonte
- 1984: Darrell Waltrip
- 1983: Sam Ard
- 1982: Darrell Waltrip